# Мокре (Мазовецьке воєводство)
Мокре (пол. Mokre) — село в Польщі, у гміні Радзимін Воломінського повіту Мазовецького воєводства.
Населення — 478 осіб (2011).
У 1975-1998 роках село належало до Варшавського воєводства.

## Демографія
Демографічна структура станом на 31 березня 2011 року:
|          | Загалом | Допрацездатний вік | Працездатний вік | Постпрацездатний вік |
| -------- | ------- | ------------------ | ---------------- | -------------------- |
| Чоловіки | 236     | 47                 | 175              | 14                   |
| Жінки    | 242     | 47                 | 154              | 41                   |
| Разом    | 478     | 94                 | 329              | 55                   |